# Вятський увал
Вя́тський ува́л (рос. Вятский Увал, лукомар. Виче Арка) — височина в Марій Ел і Кіровській області Росії.
Висота 284 м. Простягається майже меридіанально. Перетинається долиною річки Вятка.
Складається з доломітів, вапняків і гіпсу; сильно розвинені карстові явища: карстові воронки і «сліпі» карстові долини, тому більшість озер (Яльчик,Глухе, Таїр, Сайвер, Зрив тощо) мають карстове походження. Ліси з сосни і ялиці.
| Росія | Це незавершена стаття з географії Росії. Ви можете допомогти проєкту, виправивши або дописавши її. |